# Língua Luobohe Miao
O Luobohe Miao (罗泊河 Luóbóhé Miao, Miao do rio Luobo, Luopohe Hmong; Xijia Miao 西家苗), ou ainda Hmjo or A-Hmyo, é uma língua da família das Miao Hmongic falada na China.

## Distribuição
Conforme Chen Qiguang (2013), são mais de 50 mil ʔə55 m̥ø31 (花苗 florida) o seus falantes emKaiyang, Fuquan, Longli, Guiding, Weng'na e outros condados no sudeste de Guizhou.

## Escrita
O Luobohe Miao usa o alfabeto latino sem a letra Z.

## Fonologia
O Miao do rio Luobo tem um número invulgarmente pequeno de tons para uma linguagem Hmongic, com apenas três: alta ˥ 5, ascendente ˨˦ 24 e descendente ˧˩ 31.

## Xijia
Xijia 西家, uma variedade de Luobohe Miao, tinha 1.300 falantes palestrantes a partir de 2000 em 21 aldeias que cercam a cidade de Kaili, Guizhou e na cidade de Pingzhai 平 寨村 do município de Longchang 龙 厂 乡, Xiangma 响马 村, Loumiao 娄 苗 菜,  Vilas Fuzhuang da cidade de Lushan 卢 山乡. Também é falado na municipalidades de Majiatun 马 家 屯乡 e Dabaomu 大 保姆 乡 em Kaili. Os Xijia das vilas Shiban Village 石板 寨村, Dafengdong  大 风洞 乡, Kaili  não pode se comunicar com as pessoas vizinhas que falam a língua Gejia.
Conforme Qiguang (2007), O Xijia (autônomo:  qo0 mjo31 ) contava com 1.941 pessoas a partir de 1983 distribuídas em Laojunzhai 老君 寨, Majiatun 马 家屯, Shibanzhai 石板 寨 e Daxiao Baoben 大小 泡 de Kaili City.
Dentro de Luobohe, Xijia é classificada como "Dialeto 1" (第一 土 语). enquanto Yejipo Miao 野鸡 坡 话 é classificado como "Dialeto 2" (第二 土 语). Os dados de Chen (2007) foram coletados por Luo Daoqin 罗道钦 de Shibanzhai 石板 寨 em 1983. Além disso, uma variedade Miao falada em Gusa 谷 撒 寨, Sizhai Village 四 寨村, Xinpu Township 新 铺乡, em Guiding, Guizhou pertence ao grupo do "Dialeto 2".